# Salomón ben Verga
Salomón ben Verga (o Shelomo Ibn Verga, Hebreo: שלמה אבן וירגה), fue un historiador y médico hispanojudío del siglo XV. Autor de La vara de Judá (Shevet Yehudah).
Emigró a Portugal en 1492, como consecuencia del Edicto de Granada (la expulsión de los judíos de España). Desde allí marchó a Turquía luego de la Masacre de Lisboa de 1506. 